# Dolž
Dolž je naselje v Občini Novo mesto. Je vinorodni okoliš, kjer uspeva vinska trta. Leži na nadmorski višini 407,5m.